# Michaël Delafosse
Pour les articles homonymes, voir Delafosse.
Cet article possède un paronyme, voir Michel Delafosse.
Michaël Delafosse, né le 13 avril 1977 à Paris, est un homme politique français.
Membre du Parti socialiste (PS), conseiller départemental de l'Hérault de 2015 à 2020, il est élu maire de Montpellier et président de Montpellier Méditerranée Métropole en 2020.

## Biographie

### Enfance et famille
Michaël Delafosse naît le 13 avril 1977 à Paris. Il est le fils d'un psychiatre et d'une mère au foyer.
Il est marié à Anne Lise Barral, directrice adjointe du CHU de Nîmes, chargée des affaires médicales, et père de deux enfants.
Il exerce la profession de professeur au collège Fontcarrade de Montpellier[Quand ?].

### Formation et enseignement
Titulaire d'un DEA en géographie urbaine décerné par l'université Paul-Valéry Montpellier 3 et du CAPES d'histoire-géographie, il enseigne cette discipline au collège Fontcarrade à Montpellier.

### Engagement lycéen et étudiant

#### Syndicalisme lycéen et étudiant (UNL, UNEF)
Michaël Delafosse est scolarisé au Lycée Mas de Tesse (renommé Lycée Jules Guesde depuis) à Montpellier, il y organisera plusieurs manifestations contre les lois Falloux en 1993 et contre le Contrat d’insertion Professionnelle en 1994.
La même année, il adhère au Mouvement des Jeunes Socialistes et se rapprochera du Club Convaincre, animé par des jeunes rocardiens.
A la même période, il crée le Collectif Lycée de l’Enseignement Public avec quelques amis, dans le but de porter la voix des lycées sur des sujets nationaux. Quelques jours plus tard, ce collectif fusionnera avec l’Union nationale lycéenne. Michaël Delafosse en deviendra le président en 1995. Au même moment, il est élu au sein du Conseil supérieur de l’éducation et du Conseil National de la vie lycéenne.
A la demande du Ministre de l’éducation nationale François Bayrou en 1995, Michaël Delafosse devint membre de la commission Fauroux, qui a pour but de lancer des Etats-Généraux de l’éducation.
En 1998, il intègre une formation d’Histoire Géographie à l’Université Paul-Valéry Montpellier-3, dont il obtient deux DEUG (Histoire et Géographie) puis une Maitrise en 2000. A la même période, il s’engage au syndicat UNEF-ID et en devient vice-président national.

#### Militant mutualiste (LMDE)
Michaël Delafosse s’engage dans les mouvements mutualistes, et prend la présidence du Mutuelle Nationale des Etudiants de France (MNEF). Les affaires financières de la MNEF, entrainèrent la démission de Dominique Strauss Kahn du Ministère des Finances en 1999, Michaël Delafosse se défendra de toute implication de l’antenne montpelliéraine dans ces affaires. La Mutuelle des Etudiants (LMDE) sera créée en 2000, Michaël Delafosse s’engagera dès sa création, il en prend la présidence en 2003.

### Mandats politiques
Élu conseiller municipal de Montpellier en 2008 sous le mandat d'Hélène Mandroux, il occupe successivement les fonctions d’adjoint au maire délégué à la culture puis à l’urbanisme.

#### Adjoint à la culture (2008-2011)
Élu conseiller municipal de Montpellier sous le mandat d’Hélène Mandroux en 2008, cette dernière le nomme d’abord adjoint au maire à la culture. Pendant les trois premières années du mandat, de nouveaux rendez-vous culturels ont été instaurés  comme les Zones Artistiques Temporaires ou l’Agora des Savoirs.

#### Adjoint à l’urbanisme (2011-2014)
En octobre 2011, Hélène Mandroux confie à Michaël Delafosse une nouvelle délégation, celle d’adjoint au maire chargé de l’urbanisme, délégation qu’il occupera jusqu’à la fin du mandat. Ses principales actions à ce poste sont de développer, aux côtés des urbanistes Bernardo Secchi et Paola Vigano “Montpellier 2040”, soit 100 mesures qui constituent le projet urbain de la ville de Montpellier à l’horizon 2040. Il lancera aussi les “Folies” de Montpellier, des œuvres architecturales censées renouer avec le XVIIIe siècle, qui vit l'émergence d’élégantes demeures conçues par des architectes locaux à Montpellier. La plus connue de ces “Folies” est “l’Arbre Blanc”, élu ”plus bel immeuble résidentiel” par le magazine “ArchDaily” en 2020.

#### Conseiller municipal d'opposition (2014-2020)
Aux élections municipales de 2014 à Montpellier, battu aux primaires, il figure sur la liste PS de Jean-Pierre Moure qui arrive en seconde position après le candidat divers gauche, Philippe Saurel. Il est élu au conseil municipal de Montpellier dans l'opposition.

#### Conseiller départemental de l'Hérault (2015-2020)
Il est élu conseiller départemental de l’Hérault dans le canton de Montpellier-2, en binôme avec Gabrielle Henry, lors des élections départementales de 2015. Il se présente alors comme le principal adversaire de Philippe Saurel à gauche.

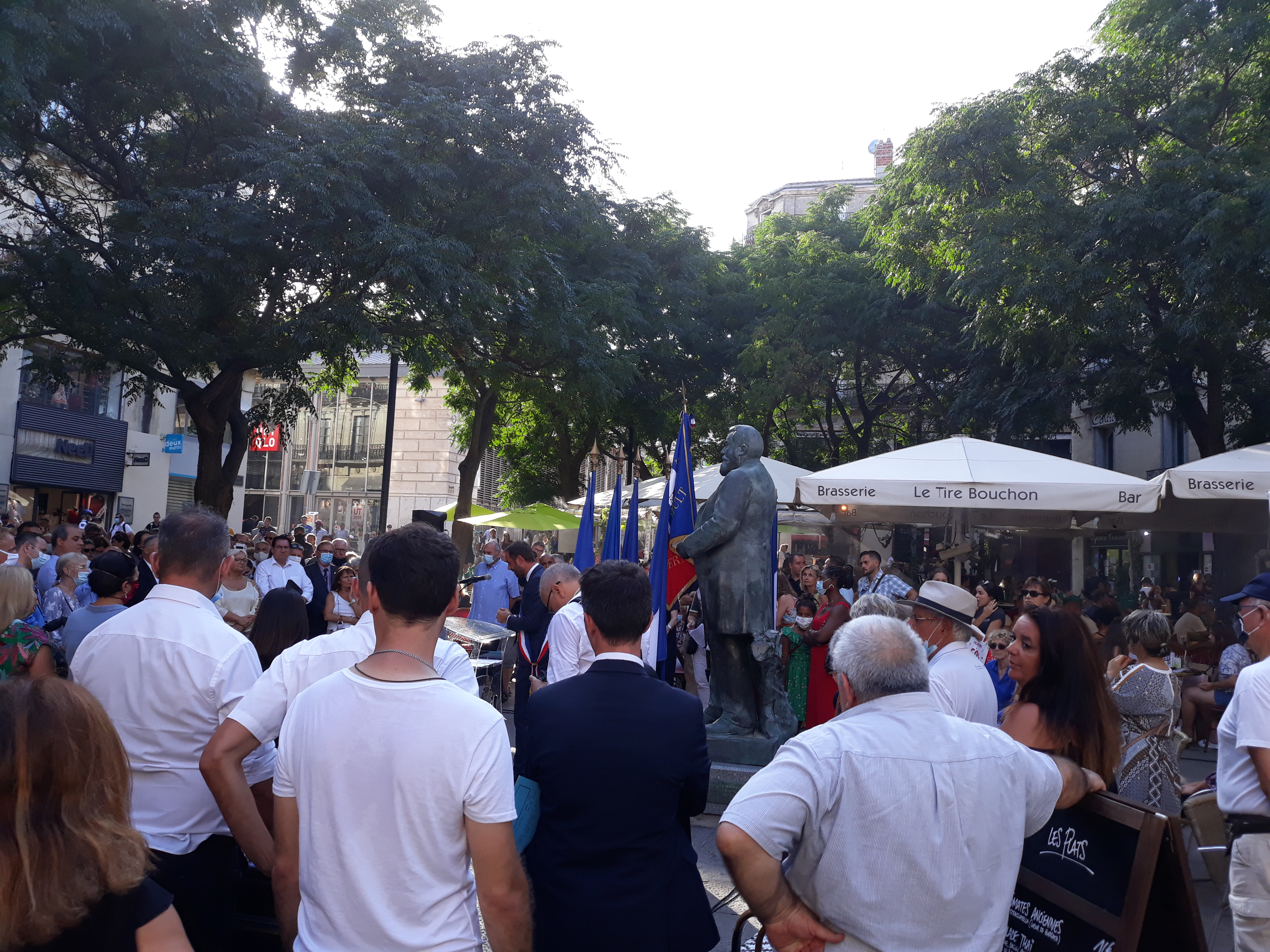
Discours de Michaël Delafosse sur la place Jean-Jaurès le 31 juillet 2020.

#### Maire de Montpellier (depuis 2020)
En 2020, il présente la liste « La gauche qui nous rassemble » aux élections municipales. Le premier tour oppose 14 listes dont trois listes écologistes. La liste de Michaël Delafosse arrive en deuxième position derrière celle du maire sortant. Pour le second tour, il s'allie avec la liste officielle d'Europe Écologie Les Verts menée par Coralie Mantion en présentant la liste « Montpellier unie solidaire écologiste laïque innovante ». Il propose notamment dans son programme la gratuité des transports publics pour les habitants de la métropole, et l'ajournement du projet d'un grand centre commercial Ode à la mer à Pérols. Il remporte l'élection avec 47,2 % des suffrages, contre 34,6 % pour Philippe Saurel et 18,1 % pour la liste de Mohed Altrad. Élu maire de Montpellier par le conseil municipal le 4 juillet 2020, il démissionne de son mandat départemental au profit de son suppléant. Le 15 juillet suivant, il est élu président de Montpellier Méditerranée Métropole.

## Prises de position

### Gratuité des transports
En décembre 2023, Montpellier Méditerranée Métropole, sous l’impulsion de Michaël Delafosse, devient la plus grande métropole européenne à mettre en place la gratuité totale des transports publics. La mesure, initialement annoncée lors de la campagne électorale de 2020, a pour objectif de favoriser le report modal, de réduire la pollution automobile et de soutenir le pouvoir d’achat des habitants.

### Laïcité et accusation d'islamophobie
Michaël Delafosse organise chaque année à Montpellier les Assises de la laïcité, en lien avec l’anniversaire de la loi du 9 décembre 1905. L’événement vise à favoriser une meilleure compréhension et application du principe de laïcité auprès des agents municipaux et du grand public. En novembre 2023, il reçoit le Prix national de la laïcité, décerné par le Comité Laïcité République, en reconnaissance de son action en faveur de la laïcité.
Sa conception de la laïcité, proche de celle du Printemps républicain, suscite également de fortes oppositions d'associations (La Libre Pensée et La Ligue des droits de l'homme notamment). Il est accusé d'instrumentalisation et de stigmatisation vis-à-vis des citoyens de confession musulmane et fait l'objet d'accusation d'islamophobie par des  opposants politiques et des habitants de quartier populaire. En 2019, il refuse qu'une femme, désignée par son partenaire du Parti Communiste Français et portant le voile figure sur sa liste.

### Sécurité
Dans le cadre de son mandat, Michaël Delafosse crée une police métropolitaine des transports et une brigade de logement social. Un plan de lutte contre les trafics de drogue est également mis en œuvre, ainsi que des mesures spécifiques pour la sécurité des femmes, comme l’arrêt de bus à la demande après 20 h et l’ouverture d’un centre d’accueil pour les femmes victimes de violences. En 2023, il intervient dans une affaire concernant des marchands de sommeil dans le quartier de La Mosson, se portant partie civile au procès.
En tant que maire de Montpellier, il affirme avoir fait de la sécurité sa priorité, notamment en coordination avec le ministre de l'Intérieur Gérald Darmanin. Il recrute également Olivier Nys, ancien directeur général des services de Gérard Collomb à la métropole de Lyon, pour « simplifier » l'administration de la métropole et la ville de Montpellier. Ce choix suscite des critiques en raison du profil et de la tâche attribuée à Olivier Nys.

### Culture
Montpellier se porte candidate au titre de Capitale européenne de la culture pour 2028, en partenariat avec plusieurs communes de l’Hérault, dont Sète et Pézenas. La candidature vise à développer l’offre culturelle et le rayonnement international de la ville. Montpellier atteint la finale, aux côtés de Rouen, Clermont-Ferrand et Bourges, mais c’est cette dernière qui est finalement désignée en décembre 2023.

### Vie politique nationale
Il soutient Anne Hidalgo en vue de l'élection présidentielle de 2022. Critique envers la direction du Parti socialiste menée par Olivier Faure, il est proche de Bernard Cazeneuve et de Carole Delga, présidente du conseil régional d'Occitanie. Il déclare auprès du Figaro en juillet 2021 que le Premier ministre Jean Castex « sera perçu un jour comme l'un des meilleurs premiers ministres de la Ve République tant il est à l'écoute des préoccupations des élus locaux ».
Lors de la campagne pour les élections législatives en mai 2022, il ne suit pas l'accord pour une Nouvelle Union populaire écologique et sociale (conclu entre France insoumise, EELV, le PCF et le PS), qu'il considère inadapté à la situation montpelliéraine, et soutient la candidature à Montpellier de Fatima Bellaredj sous l'étiquette « majorité municipale, départementale et régionale ».
Toujours dans cette continuité de non-soutien de la NUPES, il annonce soutenir une candidature défiant la direction actuelle du PS en vue du Congrès qui se tiendra à Marseille fin janvier 2023. Il juge qu'il « ne faut pas garder cette direction ». Il applique cela en signant la contribution générale, en vue du Congrès, intitulée Refondations, portée notamment par le maire de Rouen Nicolas Mayer-Rossignol et la conseillère de Paris Lamia El Aaraje.

## Résultats électoraux

### Élections départementales
| Année | Parti | Parti | Canton        | Colistière      | 1er tour | 1er tour | 1er tour | 2d tour | 2d tour | 2d tour |
| Année | Parti | Parti | Canton        | Colistière      | Voix     | %        | Rang     | Voix    | %       | Issue   |
| ----- | ----- | ----- | ------------- | --------------- | -------- | -------- | -------- | ------- | ------- | ------- |
| 2015  |       | UG    | Montpellier-2 | Gabrielle Henry | 1 882    | 23,43    | 1er      | 4 467   | 58,96   | Élu     |

### Élections municipales
| Année | Parti | Parti | Commune     | Position      | 1er tour | 1er tour | 1er tour | 2d tour | 2d tour | 2d tour | Sièges (CM) |
| Année | Parti | Parti | Commune     | Position      | Voix     | %        | Rang     | Voix    | %       | Rang    | Sièges (CM) |
| ----- | ----- | ----- | ----------- | ------------- | -------- | -------- | -------- | ------- | ------- | ------- | ----------- |
| 2020  |       | UG    | Montpellier | Tête de liste | 8 636    | 16,66    | 2e       | 24 046  | 47,22   | 1er     | 48 / 65     |

## Autres mandats
- Coprésident de la commission mobilité du bureau de France urbaine[36].
- Référent laïcité au sein de l'Association des maires de France[37].
- Président de la Fédération hospitalière de France région Occitanie[38].
- Deuxième vice-président de l'Association des villes universitaires françaises (AVUF)[39].
- Membre du conseil d'orientation stratégique de l'Institut français[40].
- Président de Cités Unis France[41]
- Président du réseau Medcities[42]

## Publications
- Michaël Delafosse, Qu'est-ce que la mutuelle des étudiants ?, Paris, L'Archipel, coll. « L'Information citoyenne », 2006, 120 p., 18 cm (ISBN 2841876209 et 9782841876204, OCLC 421325150, BNF 40207051, SUDOC 108083594, présentation en ligne).
- Mutuelle des étudiants (LMDE) et Expertise et prévention pour la santé des étudiants (EPSE) (préf. Jean-Marc Monteil, Michaël Delafosse), La santé des étudiants 2005-2006 : enquête nationale et synthèses régionales, Paris, Éditions de la Vie universitaire, 2006, 299 p., 24 cm (ISBN 2846430063 et 9782846430067, OCLC 239689514, SUDOC 110573412, présentation en ligne).